# Туїлаепа Маліелегаої
Туїлаепа Лупесоліаї Нейоті Айоне Сайлеле Маліелегаої (нар. 14 квітня 1945) — політичний діяч держави Самоа, прем'єр-міністр Самоа з 23 листопада 1998 по 23 липня 2021 року.

## Біографія
Народився в місті Лепа в Самоа 14 квітня 1945 року. Економіст за професією, вищу освіту здобув в університеті Окленда в Новій Зеландії. 1980 року став депутатом парламенту Самоа. Очолює Партію сприяння правам людини, від якої став 1998 року прем'єр-міністром Самоа. З цією партією він виграв парламентські вибори 4 березня 2001, 2 квітня 2006, 4 березня 2011 і 4 березня 2016 року. Критикує авторитарне правління прем'єр-міністра Фіджі Франка Байнімарами, через що той назвав Маліелегалої «новозеландським агентом».